# Ormosia romanovichiana
Ormosia romanovichiana là một loài ruồi trong họ Limoniidae. Chúng phân bố ở miền Tân bắc.